# Antoni Mars
Antoni Izydor Mars (ur. 19 maja 1851 w Chrząstowie, zm. 24 kwietnia 1918 we Lwowie) – polski lekarz, położnik i ginekolog. Profesor i rektor Uniwersytetu Lwowskiego, członek Wydziału Stronnictwa Prawicy Narodowej w 1910 roku.

## Życiorys
Urodził się jako syn Antoniego Józefa Marsa i Franciszki z Żelechowskich niedaleko Limanowej. Był współwłaścicielem majątku Stara Wieś w powiecie limanowskim. Studiował medycynę na wydziale lekarskim Uniwersytetu Jagiellońskiego, był uczniem, a potem asystentem prof. Maurycego Madurowicza. Prowadził Szkołę Położnych w Krakowie. Współpracował z Januarym Zubrzyckim.
W 1898 został mianowany profesorem ginekologii i położnictwa Uniwersytetu Lwowskiego i dyrektorem uczelnianej kliniki. Był członkiem Krajowej Rady Zdrowia. Pełnił też godność rektora Uniwersytetu Lwowskiego. Poseł na Sejm z powiatu nowotarskiego.
Żonaty z Marią Jadwigą ze Stacherskich. Miał dwie córki: Elżbietę Rogoyską i Krystynę Przetocką oraz syna Grzegorza. Zmarł w 1918 roku, wskutek uogólnionego zakażenia wikłającego skaleczenie palca podczas operacji. Zmarł we Lwowie i według ówczesnych doniesień prasowych został przewieziony do Limanowej i tam został pochowany w grobach rodzinnych. Według współczesnych ustaleń Stanisława Niciei został pochowany na Cmentarzu Łyczakowskim we Lwowie.

## Wybrane prace
- Choroby weneryczne a życie kobiety. Wykład dla kobiet, wygłoszony dnia 10 grudnia 1916 przez dr Antoniego Marsa, prof. Uniw. i radcę dworu. Z trzema rycinami. Lwów 1917 Nakładem Macierzy Polskiej
- Cięcie cesarskie klasyczne w oświetleniu nowszych sposobów operacyjnych. Lwowski Tygodnik Lekarski 6, 34, s. 461-464 i 35, s. 474-477 (1911)
- Kilka uwag nad wycinaniem macicy przez pochwę z uwzględnieniem metody Döderleina. Przegląd Lekarski 41, 4, s. 47-48, 5, s. 65-67 i 6, s. 86-87 (1902)
- Przypadek rzekomego obojnactwa leczony operacyjnie. Przegląd Lekarski 42, 40, s. 567-569 (1903)
- Ś. p. Henryk Jordan z Zakliczyna (Wspomnienie pośmiertne). Lwowski Tygodnik Lekarski 2, 21, s. 247-248 (1907)
- Mars A, Jordan H. O zapobieganiu i leczeniu gorączki połogowej. Gazeta Lekarska 36, 24, s. 592-596 (1901)
- Przyczynek do badania ginekologicznego przez pochwę. Lwowski Tygodnik Lekarski (1907)
- Medianschnitt durch die Leiche einer an Uterusruptur verstorbenen kreissenden; eine anatomische Studie. Eine anatomische Studie (1890)
- Kilka uwag o nadmiernej ruchomości macicy (1912)
- Kilka uwag w sprawie próbnego otwarcia jamy brzusznej (1900)